# Zendek
Zendek is een dorp in de Poolse woiwodschap Silezië. De plaats maakt deel uit van de gemeente Ożarowice en telt 1 000 inwoners.